# عيد تطهير مريم العذراء
عيد الشموع، المعروف أيضًا باسم عيد تقدمة يسوع المسيح، أو تطهير مريم العذراء، أو عيد تطهير السيدة العذراء مريم المباركة، أو عيد اللقاء المقدس، هو يوم عيد مسيحي لإحياء ذكرى تقديم يسوع في الهيكل بواسطة يوسف ومريم. وهو مبني على رواية تقديم يسوع في لوقا ٢: ٢٢-٤٠. وفقًا لقواعد العهد القديم في سفر اللاويين 12، كان على المرأة أن تتطهر بتقديم خروف محرقة، وإما حمامة صغيرة أو حمامة كذبيحة خطية، بعد 33 يومًا من ختان الصبي. يصادف العيد يوم الثاني من فبراير أو شباط، وهو تقليديًا اليوم الأربعين من عيد الميلاد واختتام موسم عيد الغطاس.